# Царска униформа Османског царства
Службену царску униформу и хаљину Османског царства морали су носити они који су били присутни на царском двору у деветнаестом веку, с циљем да буду на истој линији као и већина европских народа. Састојала се од одеће инспирисане Европом у стилу Османског царства. Уведен је у раним фазама периода модернизације Танзимата до краја Првог светског рата.

## Историја
Реформе Танзимата настале су у главама реформистичких султана попут Махмуда II, његовог сина Абдулмеџида I и истакнутих, често европски образованих бирократа, који су признали да старе верске и војне институције више не задовољавају потребе царства. Већина симболичких промена, попут униформи, имале су за циљ промену мишљења империјалних администратора. Многи званичници повезани са владом били су охрабрени да носе одећу западнијег стила. Многе од реформи били су покушаји усвајања успешне европске праксе. Реформе су биле под великим утицајем Наполеоновог кодекса и француског закона у Другом француском царству као директан резултат све већег броја османских студената који су се школовали у Француској.
Након француске војне мисије 1796. године, француске праксе постале су веома популарне у османском друштву. Након стварања првог кабинета, Махмуд II је наредио неколико бирократа судовима Француске и других нација широм света да посматрају не само одећу, већ и иновативне институције, које су биле прихватљиве за то доба. Прве нове дворске униформе ношене су око 1839. године, у време султанове смрти. Наследио га је његов син Абдулмеџид I, а дворска униформа и хаљина у француском стилу су званично постављене. Одећа у европском стилу била је такође популарна међу вишом класом, јер јакне, прслуци, мантили, кравате, ципеле са оштрим шиљцима и штикле нису биле неуобичајене у периоду модернизације Танзимата.

### Период републике
Након престанка постојања османске монархије, бела крвата је постала уобичајена код владиних званичника, укључујући председника.

## Галерија

### Царске униформе 1839-1876
- Дворске хаљине инспирисане Француском (обратите пажњу на беле рукавице, еполете, панталоне и овратнике).
- Још један пример дворских хаљина инспирисаних Француском, углавном заснованих на униформама које су се користиле у Другом француском царству.
- Слика Махмуда II која се појављује у европској одећи заједно са огртачем.
- Султан Абдулмеџид I у одећи по француском моделу.
- Дамат Гурчу Халил Рифат паша.
- Мустафа Решид -паша, главни архитекта иза реформи Танзимата.
- Ђузепе Доницети паша.
- Мехмед Емин Али -паша (крајње десно) у дипломатској униформи.

### Дворске униформе 1876-1922
- Ибрахим Хаки паша.
- Дамат Ферид паша.
- Ахмед Џевдет паша.
- Камил паша.
- Халил Рифат паша.
- Абдурахман Нуретин паша.
- Садулах паша.
- Абдурахман Шереф бег.
- Саид Халим паша.
- Џемал паша.
- Ахмет Тевфик паша.
- Хасан Фехми паша.
- Мехмед Кадри паша.
- Ага ефендија.
- Нури паша.
- Мехмед Раиф паша.
- Александар Каратеодори паша.
- Турхан паша.